# Dorfkirche Woltersdorf (Casekow)

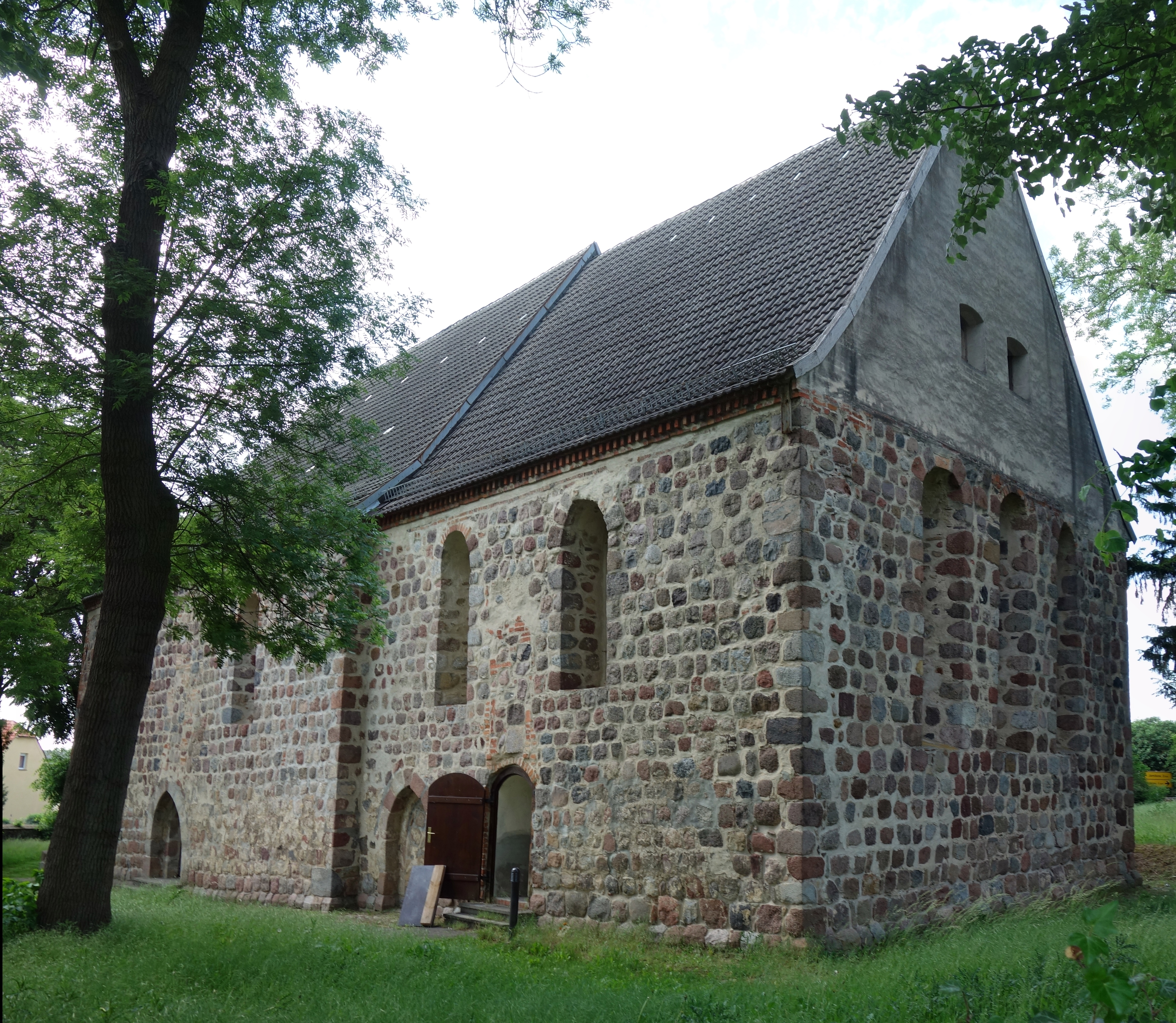
Dorfkirche in Woltersdorf

Die evangelische Dorfkirche Woltersdorf ist eine Saalkirche in Woltersdorf, einem Ortsteil der Gemeinde Casekow im brandenburgischen Landkreis Uckermark. Die Kirche gehört zur Kirchengemeinde Hohenreinkendorf-Tantow Hohenselchow in der Propstei Pasewalk der Evangelisch-Lutherischen Kirche in Norddeutschland. Das Gebäude steht unter Denkmalschutz.

## Baubeschreibung
Es handelt sich um einen rechteckigen Saalbau aus Feldstein aus der zweiten Hälfte des 13. Jahrhunderts, der einen eingezogenen rechteckigen Chor besitzt. Während des Dreißigjährigen Krieges wurde der Westturm zerstört, dessen breite Spitzbogenarkade zum Schiff in der Westwand noch vermauert erhalten ist. Es gibt gestufte Spitzbogenportale im Norden und Süden und im Osten eine leicht gestaffelte rundbogige Dreifenstergruppe. Eine Restaurierung des Inneren der Kirche erfolgte 1993/94, wobei der korbbogige Triumphbogen und die Balkendecke erneuert wurden.
Im Inneren befindet sich eine hölzerne Kanzel aus der Zeit um 1700 mit einem kronenförmigen Schalldeckel. Der polygonale Korb hat Ecksäulchen in Holzfarbe, während das reich verzierte Rankenornament golden gefasst ist. Die Westempore und das Gestühl im Chor stammen ebenfalls aus derselben Zeit. Ein spätgotischer Bronzekronleuchter aus der zweiten Hälfte des 15. Jahrhunderts besteht aus Ranken mit Vierpassblättern und einer Marienstatuette an der Spitze. Ein weiterer derartiger Kronleuchter ist eine Kopie aus dem 19. Jahrhundert. In der Kirche befindet sich zudem ein Inschriftgrabstein für Carl Friedrich von Sydow, der im Jahr 1763 verstarb.